# Jakobia birsteini
Jakobia birsteini är en djurart som tillhör fylumet skedmaskar, och som beskrevs av Zenkevitch, L.A. 1958. Jakobia birsteini ingår i släktet Jakobia och familjen Bonelliidae. Inga underarter finns listade i Catalogue of Life.